# Xynobius granulosus
Xynobius granulosus är en stekelart som först beskrevs av Jakimavicius 1986.  Xynobius granulosus ingår i släktet Xynobius och familjen bracksteklar. Inga underarter finns listade i Catalogue of Life.